# ماميران تيني
الماميران التيني أو تينِيَّة شَبيهَة التِّينِيَّة أو البورغة التينية (باللاتينية: Ficaria ficarioides) نوع نباتي يتبع جنس الماميران من الفصيلة الحوذانية.

## الموئل والانتشار
موطنه الأصلي بلاد الشام.